# Липофильность
Липофильность (буквально — сродство к жирам) — свойство вещества, означающее его химическое сродство к органическим веществам, является по сути синонимом гидрофобности. Величина, которая определяется экспериментально, а также может быть рассчитана при помощи таблицы инкрементов групп атомов для органических соединений.

## Коэффициент липофильности
Экспериментально значение коэффициента липофильности определяется при помощи стандартной системы 1-октанол — вода. Логарифм коэффициента распределения незаряженных форм субстрата и есть искомая величина, стандартно обозначаемая как logP.
{\displaystyle log\ P_{oct/wat}=log{\Bigg (}{\frac {{\big [}solute{\big ]}_{octanol}}{{\big [}solute{\big ]}_{water}}}{\Bigg )}}
Коэффициент липофильности можно посчитать при помощи таблиц и правил, однако, результат зависит от учёта способности молекулы принимать различные пространственные конфигурации и точность расчетов снижается для более сложных молекул. Существуют электронные базы и программы для расчёта коэффициента липофильности.
| Вещество                     | log Pо/в | T (°C) | рассчитанное log P |
| ---------------------------- | -------- | ------ | ------------------ |
| Ацетамид                     | -1,16    | 25     | -1,23 ± 0,22       |
| Метанол                      | -0,82    | 19     | -0,72 ± 0,18       |
| Муравьиная кислота           | -0,41    | 25     | -0,54 ± 0,19       |
| Диэтиловый эфир              | 0,83     | 20     | 0,98 ± 0,21        |
| п-Дихлорбензол               | 3,37     | 25     | 3,34 ± 0,22        |
| Гексаметилбензол             | 4,61     | 25     | 4,98 ± 0,20        |
| 2,2',4,4',5-Пентахлорбифенил | 6,41     |        | 6,47 ± 0,37        |

Экспериментальное определение липофильности возможно также с помощью обращеннофазной жидкостной хроматографии с использованием, к примеру, колонки с привитой фазой С18 или С8. Так как на обращенной фазе время выхода вещества прямо пропорционально его липофильности, то зная время выхода и липофильность известных веществ (стандартов) в тех же условиях хроматографирования, можно рассчитать величину липофильности для данного соединения.

## Влияние диссоциации на липофильность
{\displaystyle log\ D=log\ P-log\ [1+10^{pH-pK_{a}}]}
В данной формуле считается, что неионизированная форма кислоты AH переходит в органическую фазу, а ионы перейти в органическую фазу не способны.